# Шуб-баба Люба!
«Шуб — баба Люба!» — российский художественный комедийный фильм 2000 года.

## Сюжет
К старшекласснику Володе Сидорову приезжает любимый дед. Мужчина, всю жизнь проработавший на буровых установках в тундре, привозит в подарок внуку кристалл.
Володя приносит его в скупку, но там выясняется, что это необработанный алмаз. Володя получает за него 300 тыс. долларов.
Выиграв в казино, дед Володи идёт домой и встречает у подъезда учительницу внука, сразу же понимая, что это женщина его мечты.

## В ролях
| Актёр             | Роль                                         |
| ----------------- | -------------------------------------------- |
| Виктор Степанов   | Егор Кузьмич                                 |
| Виктор Борцов     | Марчелло                                     |
| Сергей Баталов    | папа Володи                                  |
| Лариса Удовиченко | Любовь Ивановна                              |
| Илья Рутберг      | Нежданный гость                              |
| Елена Бушуева     | Мать Володи                                  |
| Татьяна Кравченко | Мать Кати                                    |
| Мария Удовиченко  | Катя                                         |
| Пётр Ульянов      | Володя Сидоров                               |
| Владимир Пермяков | Лёха, собутыльник Егора Кузьмича на лестнице |
| Сергей Матюхин    | Петя                                         |

## Съёмочная группа
- Автор сценария: Павел Крылатов (сын Евгения Крылатова)
- Режиссёр: Максим Воронков
- Оператор: Алексей Шейнин
- Художник: Александр Щурихин

## Съёмки
Съёмки некоторых эпизодов этого фильма велись осенью 1999 года в Надымском районе Ямало-Ненецкого автономного округа.

## Фестивали
- 2000 — «Кинотавр» — участник информационного показа[2]
- 2001 — «Любить по-русски»[3]

## Факты
- Девушку Катю сыграла Мария Удовиченко — дочь Ларисы Удовиченко, и это её единственная роль в кино[4][5].